# Pelarrodríguez (kommunhuvudort)
Pelarrodríguez är en kommunhuvudort i Spanien.   Den ligger i provinsen Provincia de Salamanca och regionen Kastilien och Leon, i den centrala delen av landet, 220 km väster om huvudstaden Madrid. Pelarrodríguez ligger 756 meter över havet och antalet invånare är 193.
Terrängen runt Pelarrodríguez är platt.  Trakten runt Pelarrodríguez är nära nog obefolkad, med mindre än två invånare per kvadratkilometer. Närmaste större samhälle är La Fuente de San Esteban, 10,3 km söder om Pelarrodríguez. Omgivningarna runt Pelarrodríguez är huvudsakligen savann.